# A torinói ló
A torinói ló Tarr Béla 2011-ben bemutatott filmje, amely filmes életművének – saját nyilatkozata szerint – utolsó alkotása. A címe arra a lóra utal, amelyet Friedrich Nietzsche pillantott meg 1889. január 3-án, torinói lakásából kilépve. A történet szerint a kocsi elé kötött ló megmakacsolta magát, mire a kocsis ostorral ütlegelni kezdte. A filozófus odalépett a lóhoz, majd hatalmas zokogásban kitörve átölelte. Miután szolgája hazavitte, ágyba tette Nietzschét, aki innentől kezdve élete hátralévő tíz évét némán, szellemi leépülésben töltötte.

## Cselekmény
A nyitójelenetben egyetlen ló küzd a viharos széllel szemben, hogy hazavigye gazdáját és a szekeret. Egy tanyára lyukadnak ki, ahol az istálló mellett egy kunyhó található. Ebben él a férfi lányával, valamint a gebével. A férfi és a lánya közötti érzelmi kapcsolat meglehetősen rideg. A férfi félig béna, lánya öltözteti és vetkőzteti minden nap, kötelességszerűen. Ugyanígy ő tölti ki minden reggel a két pohár pálinkát, és ő főzi meg mindennap ebédre a két darab krumplit is, ennyi az összes eledelük. A lány naponta egyszer mozdul ki, amikor a kútra megy vízért a két vödörrel. Ennyi a nap. Szenvtelenül végzett rutincselekvések. Amikor átjön a szomszéd pálinkáért, de közben a világvégéről hadovál – a férfi csak legyint. Amikor cigányok állnak meg, hogy vizet vegyenek a kútból, durván elzavarja őket. Másnapra eltűnik a víz a kútból… Odakint tovább tombol a szél, a férfi és a lány összecsomagol, hogy odábbálljanak, de hamarosan visszafordulnak: nincs hová menniük. A hatodik napra eláll a szél … majd teljesen besötétedik.

## Szereplők
- Ohlsdorfer – Derzsi János
- Ohlsdorfer lánya – Bók Erika
- Bernhard – Kormos Mihály
- Öreg cigány – Volker Spengler
- Narrátor – Ráday Mihály

## Díjak, jelölések
Berlini Nemzetközi Filmfesztivál (2011)
- díj: Ezüst Medve díj (Zsűri nagydíja)
- díj: FIPRESCI-díj
- jelölés: Arany Medve

Brothers Manaki Nemzetközi Filmfesztivál (2011)
- díj: Golden Camera 300 – Fred Kelemen

Európai Filmdíj (2011)
- jelölés: legjobb rendező – Tarr Béla
- jelölés: legjobb operatőr – Fred Kelemen
- jelölés: legjobb filmzene – Víg Mihály

Kinema Junpo Awards (2013)
- díj: legjobb idegen nyelvű film – Tarr Béla